# 8 agosto
L'8 agosto è il 220º giorno del calendario gregoriano (il 221º negli anni bisestili). Mancano 145 giorni alla fine dell'anno.

## Eventi
- 484 – Le forze dell'usurpatore Leonzio e del suo mentore Illo vengono sconfitte davanti ad Antiochia dalle truppe di Zenone e forzate ad abbandonare la città
- 1303 – Il terremoto di Creta, con una magnitudo di circa 8 Mw, colpisce la zona del mar Egeo e del mar di Levante, causando danni materiali e migliaia di vittime
- 1381 – Repubblica di Genova e Repubblica di Venezia firmano la Pace di Torino
- 1585 – John Davis entra nel Cumberland Sound mentre cerca il Passaggio a nord-ovest
- 1588 – Fine della battaglia di Gravelines: l'Invincibile Armada viene sconfitta dagli inglesi durante un tentativo di invasione, le parti sopravvissute dell'Armada spagnola iniziano a navigare verso casa, solo 67 delle 130 navi iniziali raggiungeranno la Spagna, e la gran parte in cattive condizioni
- 1647 – Battaglia di Dangan Hill: le forze irlandesi vengono sconfitte dalle forze parlamentari britanniche
- 1755 – Papa Benedetto XIV pubblica l'enciclica Quam ex sublimi sulla necessità dei vicari apostolici nelle diocesi lontane
- 1786 – Il Monte Bianco viene scalato per la prima volta da Michel Gabriel Paccard e Jacques Balmat
- 1806 – Nel Regno di Napoli è abolito il feudalesimo come istituzione giuridica
- 1844 – Durante un incontro tenutosi a Nauvoo (Illinois), il Quorum dei Dodici, diretto da Brigham Young, viene istituito come organo principale della Chiesa mormone
- 1848 – Dopo una rivolta popolare, la città di Bologna caccia gli austriaci, che si ritirano a nord del fiume Po
- 1849 – I patrioti italiani Ugo Bassi e Giovanni Livraghi sono fucilati dagli austriaci a Bologna
- 1863 – Guerra di secessione americana: a seguito della sua sconfitta nella battaglia di Gettysburg, il generale Robert E. Lee invia una lettera di dimissioni al presidente confederato Jefferson Davis, che le respinge immediatamente
- 1876 – Thomas Edison ottiene un brevetto per il suo mimeografo
- 1888 – Battaglia di Saganèiti, Eritrea: la colonna italiana comandata dal generale Tullio Cornacchia viene sconfitta da soverchianti forze irregolari abissine
- 1900 – Durante il Congresso internazionale dei matematici che si tiene a Parigi, David Hilbert presenta i suoi famosi problemi
- 1917 – Prima guerra mondiale: una squadra di 28 bombardieri del Servizio Aeronautico compie un massiccio bombardamento su Pola; in quest’occasione, Gabriele D'Annunzio utilizza per la prima volta l’espressione Eja eja, alalà quale esultanza per il compimento dell'impresa
- 1918 – Prima guerra mondiale: battaglia di Amiens: le truppe canadesi, appoggiate dagli australiani, iniziano una serie quasi ininterrotta di vittorie che li spingerà oltre la linea del fronte tedesco; il generale tedesco Erich Ludendorff chiamerà in seguito questo giorno il «giorno nero dell'esercito tedesco»
- 1919 – L'esercito polacco occupa Minsk
- 1929 – Il dirigibile tedesco LZ 127 Graf Zeppelin inizia un volo in cui compirà il giro del mondo; terminerà il successivo 29 agosto
- 1938 – Viene aperto il Campo di concentramento di Mauthausen
- 1942 – Seconda guerra mondiale: a Washington, sei aspiranti sabotatori tedeschi vengono giustiziati, altri due che avevano collaborato con le autorità verranno condannati all'ergastolo
- 1945
  - Lo Statuto delle Nazioni Unite viene ratificato dagli Stati Uniti, che diventano la prima nazione a entrare nella nuova organizzazione internazionale
  - Seconda guerra mondiale: l'Unione Sovietica dichiara guerra all'Impero giapponese e invade la Manciuria con più di un milione di soldati; questa azione spinge l'imperatore Hirohito ad implorare il Consiglio di guerra di riconsiderare la resa
- 1949 – Il Bhutan diventa indipendente
- 1950 – Florence Chadwick attraversa La Manica a nuoto dalla Francia all'Inghilterra in 13 ore e 23 minuti, migliorando di oltre un'ora il record del mondo che resisteva da 24 anni
- 1956 – In Belgio, nella piccola città mineraria di Marcinelle, scoppia un incendio nella miniera di carbone: muoiono 262 lavoratori di 12 nazionalità diverse, di cui la maggior parte (136) sono italiani
- 1963 – Assalto al treno postale Glasgow-Londra: nel Regno Unito, una banda di 15 rapinatori ruba 2,6 milioni di sterline in banconote
- 1967 – Viene fondata l'Associazione delle Nazioni del Sudest Asiatico (ASEAN)
- 1969 – I Beatles posano per il servizio fotografico di Iain Macmillan sulle strisce pedonali di Abbey Road: la quinta delle sei foto scattate verrà utilizzata per la copertina dell'omonimo album, che diventerà una delle più significative della storia del rock[1]
- 1974 – Scandalo Watergate: il presidente statunitense Richard Nixon annuncia il suo abbandono (effettivo dal 9 agosto)
- 1989 – STS-28: lo Space Shuttle Columbia decolla per una missione militare segreta di cinque giorni
- 1991 – Polonia: cade a Konstantynów l'antenna radio più alta del mondo mai costruita, prima alta 646,38 m
- 1991 – La nave Vlora, partita da Durazzo con circa 20000 emigranti a bordo; giungerà nel porto di Bari dopo due giorni di navigazione
- 2000 – Il sottomarino confederato CSS H.L. Hunley viene riportato in superficie dopo 136 anni passati sul fondale marino
- 2008 – Inizia la guerra tra la Georgia e l'Ossezia del Sud, quest'ultima appoggiata dalla Russia
- 2008 – Iniziano i Giochi della XXIX Olimpiade svolti a Pechino
- 2010 – Un'alluvione a Gansu, in Cina, uccide più di 1400 persone
- 2021 – Cerimonia di chiusura dei Giochi della XXXII Olimpiade, posticipati dal 2020 al 2021 a causa della pandemia di COVID-19

## Nati
Ci sono circa 1 220 voci su persone nate l'8 agosto; vedi la pagina Nati l'8 agosto per un elenco descrittivo o la categoria Nati l'8 agosto per un indice alfabetico.

## Morti
Ci sono circa 520 voci su persone morte l'8 agosto; vedi la pagina Morti l'8 agosto per un elenco descrittivo o la categoria Morti l'8 agosto per un indice alfabetico.

## Feste e ricorrenze

### Civili
Nazionali:
- Italia –  Giornata nazionale del sacrificio del lavoro italiano nel mondo [2], in ricordo alle vittime italiane del disastro di Marcinelle, nel 1956
- Svezia – Onomastico della regina Silvia
- Taiwan – Festa del papà (in cinese Ba Ba significa "padre" e "8/8", ovvero 8 agosto)

### Religiose
Cristianesimo:
- San Domenico di Guzmán, sacerdote e fondatore dell'Ordine dei frati predicatori
- Sant'Altmann di Passavia, vescovo
- Santa Bonifacia Rodríguez Castro, religiosa, fondatrice delle Serve di San Giuseppe
- San Ciriaco di Roma, diacono e martire
- San Crescentino di Città di Castello, martire
- Sant'Emiliano di Cizico, vescovo e martire
- Sant'Eusebio di Milano, vescovo
- San Famiano, eremita
- Santa Mary MacKillop (Maria della Croce), fondatrice delle Suore di San Giuseppe del Sacro Cuore di Gesù
- San Marino di Anazarbo, martire
- San Mommolino di Fleury, abate[3]
- San Paolo Ke Tingzhu, martire
- Santi Secondo, Carpoforo, Vittorino e Severiano, martiri ad Albano Laziale
- San Severiano martire
- San Severo di Vienne
- Beato Antero Mateo Garcia, ferroviere, martire
- Beato Antonio Silvestre Moya, sacerdote e martire
- Beati Cruz Laplana y Laguna e Fernando Espanol Berdie, martiri
- Beato Dionisio Rabinis, mercedario
- Beato Felipe José (Pedro Juan Alvarez Perez), religioso lasalliano, martire
- Beato Giovanni Felton, laico coniugato, martire
- Beato Giovanni Fingley, martire
- Beato Guglielmo da Castellammare di Stabia, francescano, martire
- Beato Manuel Aranda Espejo, seminarista e martire
- Beate Maria di Gesù Bambino Badillou y Bullit e 4 compagne, martiri scolopie
- Beata Maria Margherita Caiani, religiosa, fondatrice delle Minime suore del Sacro Cuore
- Beato Wlodzimierz Laskowski, sacerdote e martire